# کارلا کامپرا
کارلا کامپرا (اسپانیایی: Carla Campra‎؛ زادهٔ ۱۹۹۹) بازیگر اهل اسپانیا است. او در شهر بارسلون به‌دنیا آمد و بعدها با خانواده‌اش به بوادیلا دل مونته نقل مکان کرد.
از فیلم‌ها یا برنامه‌های تلویزیونی که وی در آن نقش داشته‌است، می‌توان به خانواده مقدس، عقاب سرخ، ۳۰ سکه، همه می‌دانند، ورونیکا اشاره کرد.